# Diascia cardiosepala
Diascia cardiosepala är en flenörtsväxtart som beskrevs av William Philip Hiern. Diascia cardiosepala ingår i släktet tvillingsporrar, och familjen flenörtsväxter. Inga underarter finns listade i Catalogue of Life.